# 銀河飛龍
《銀河飛龍》（英語：Star Trek: The Next Generation，簡稱為或）是一齣背景設定在《星艦奇航記》時空的科幻電視影集，它也是1966年至1969年間的《星际旅行：初代》影集的第一個真人演出的電視續篇。《銀河飛龍》的時間設定在《星際爭霸戰》約一個世紀之後的2363年，描述的是一艘新的星艦和新的航員組的故事。
影集的構想來自《星际旅行》的原創人吉恩·羅登貝瑞，他也擔任了製作人的工作。它於1987年9月28日首播第一集，兩小時長的試播章節「远点遭遇战」，之後持續播映七季，最後一集是於1994年5月29日首播的「曲终人散」，而該劇亦於台灣台視播出。影集在播映期間吸引了許多追隨者，而且跟它的前輩一樣，在世界各地重播。它的大受歡迎也衍生出一系列的衍生影集，它們不間斷地播映，直到2005年。
每一集開頭工作人員介紹時的旁白跟《原初系列》類似：
宇宙，人類最后的边疆。這是星舰进取号的航程，它继续的任務，是去探索未知的新世界，找寻新的生命和新的文明，勇敢地航向前人所未至的領域。

## 劇情簡介
影集故事的主線是星艦企業號D型航員組的冒險歷程。进取号-D是艘銀河級星艦，主要設計用途是用在探索和外交方面，但是必要的話也能進行戰鬥。它的艦長是位經驗豐富、頗有魅力的法裔——尚路克·畢凱（Jean-Luc Picard），他比一般大眾科幻作品裡面的許多典型主角都更具有智慧和有理性。
跟《原初系列》影集裡的事件一樣，进取号-D的航員們會遇到許多具有強大科技能力的種族。許多集裡都牽涉到時間迴圈、劇中劇、自然災害、以及其他沒有遭遇外星人的劇情線等。航員們比《原初系列》的航員更喜歡用和平的手段來進行交涉。最高指导原则被提到的次數更為頻繁，而且更加地嚴密遵守；最高指导原则的內容闡明了星際聯邦嚴禁干涉处于前曲速时代文明的發展過程。這常常引發了許多角色間的道德衝突，因為他們有時必須忽略掉那些需要幫助的種族。
另一個《下一代》與《原初系列》之間較明顯的差別在於章節間連續性的故事弧——這一集的事件可能會影響將來某一集的事件。一個主要的配角，Ｑ，貫穿了整個影集。第一次出現是在「遠點遭遇戰」這一集裡，是第一個主要的敵人；最後一次出現，同時也是影集的結局「曲終人散」，他強迫航員進行证明人類善良本質的終極測試。由於Ｑ可以自由地在時間線上穿梭，從他的觀點來看，第一集和最後一集可能事實上是連續的，都是最初測試的一部份。他在許多集出現時的小精靈一般的舉動，以及預先計畫好的破壞行動，讓他成為航員最具影響力的對手，而這也是影集一開始就已經規劃好的。
之前出現的外星種族也有出現在《下一代》之中。
- 星際聯邦現在和昔日的強敵克林貢帝國（Klingon）結為同盟，不過兩者之間仍然存在著極大的文化差異。
- 與羅慕倫帝國（Romulan）間的「冷戰」持續了整個影集。
- 加入了三個新的敵對種族：佛瑞吉人（Ferengi）、博格人（Borg）、以及卡达西人（Cardassian）。

博格人是這齣影集裡最重大的威脅，而且也被認為是古往今來的科幻作品裡最具代表性和最邪惡的壞人之一。在「地球保衛戰」（The Best of Both Worlds）這一集裡，僅僅一艘博格太空船就在沃夫359戰役中摧毀了39艘聯邦星艦，並長驅直入直達地球，直到被进取号的航員阻止。

## 主題

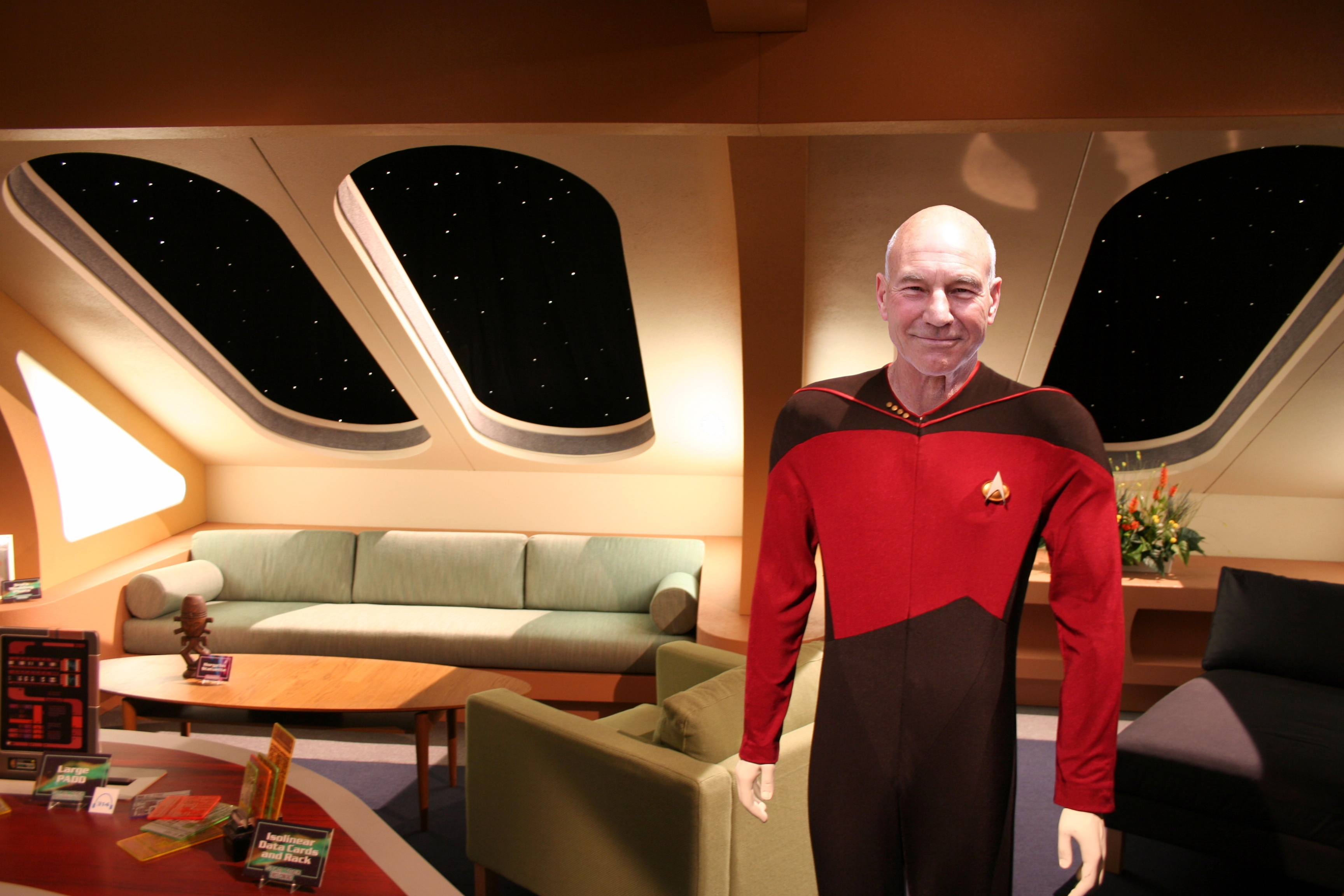
艦長室的人形立牌供觀光客拍照

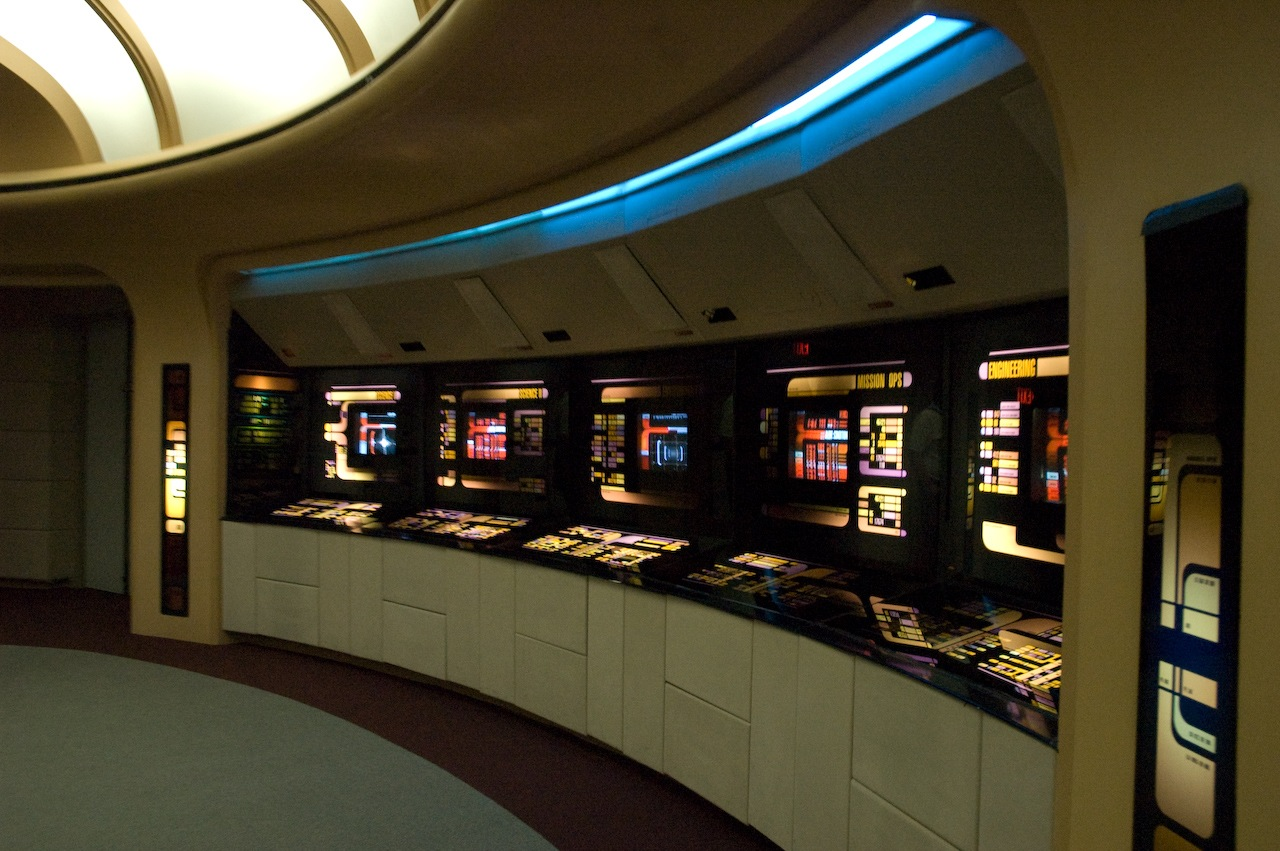
艦橋的科學站場景

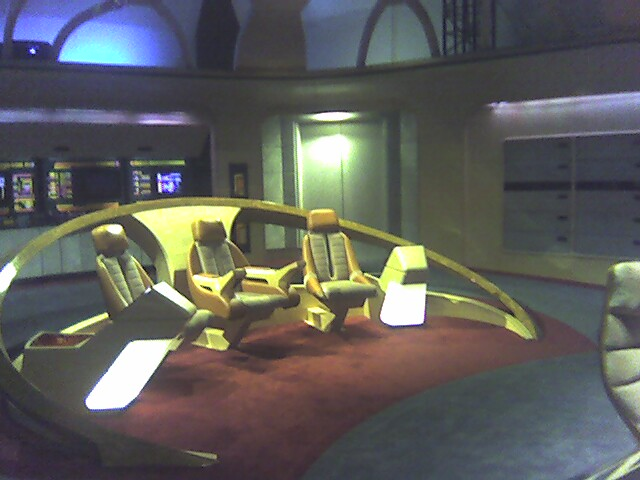
企業號D艦長位

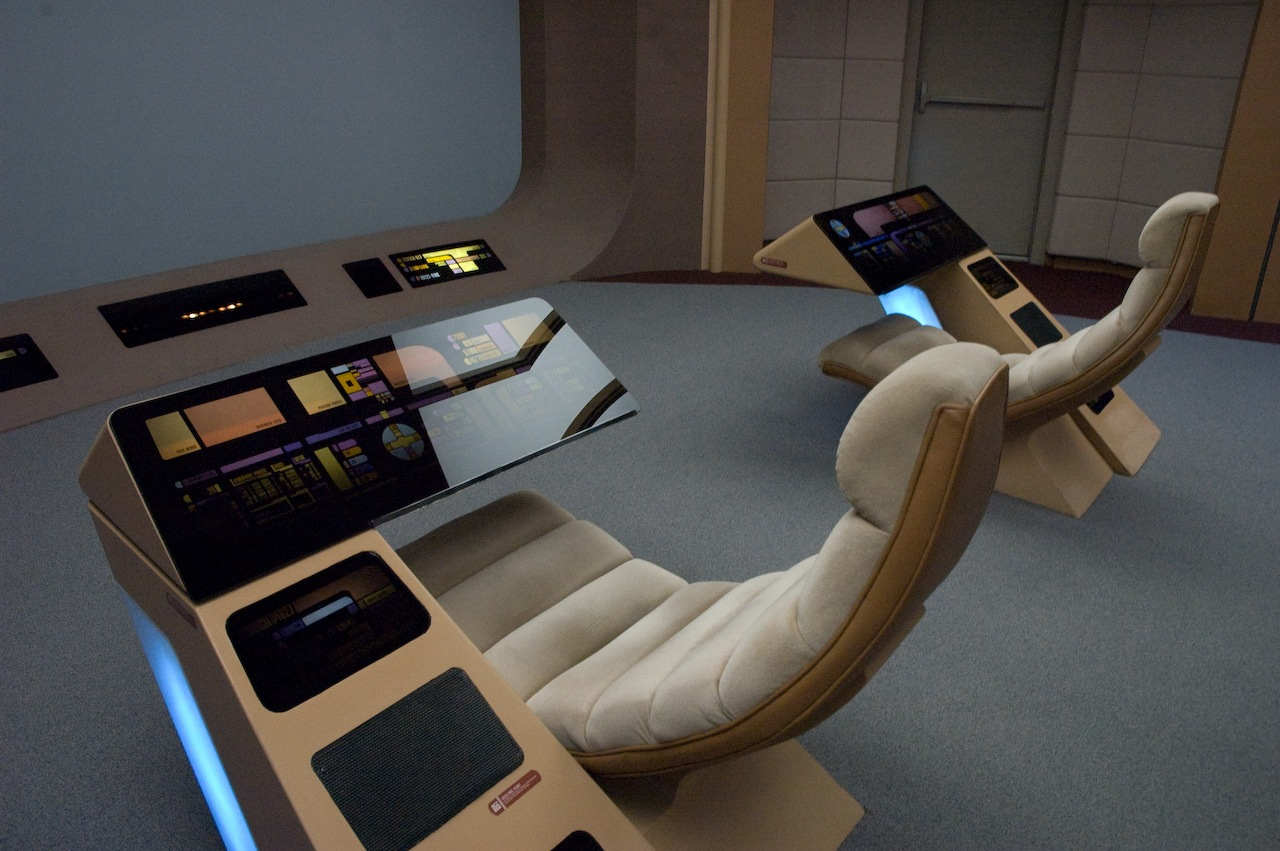
企業號D舵手位

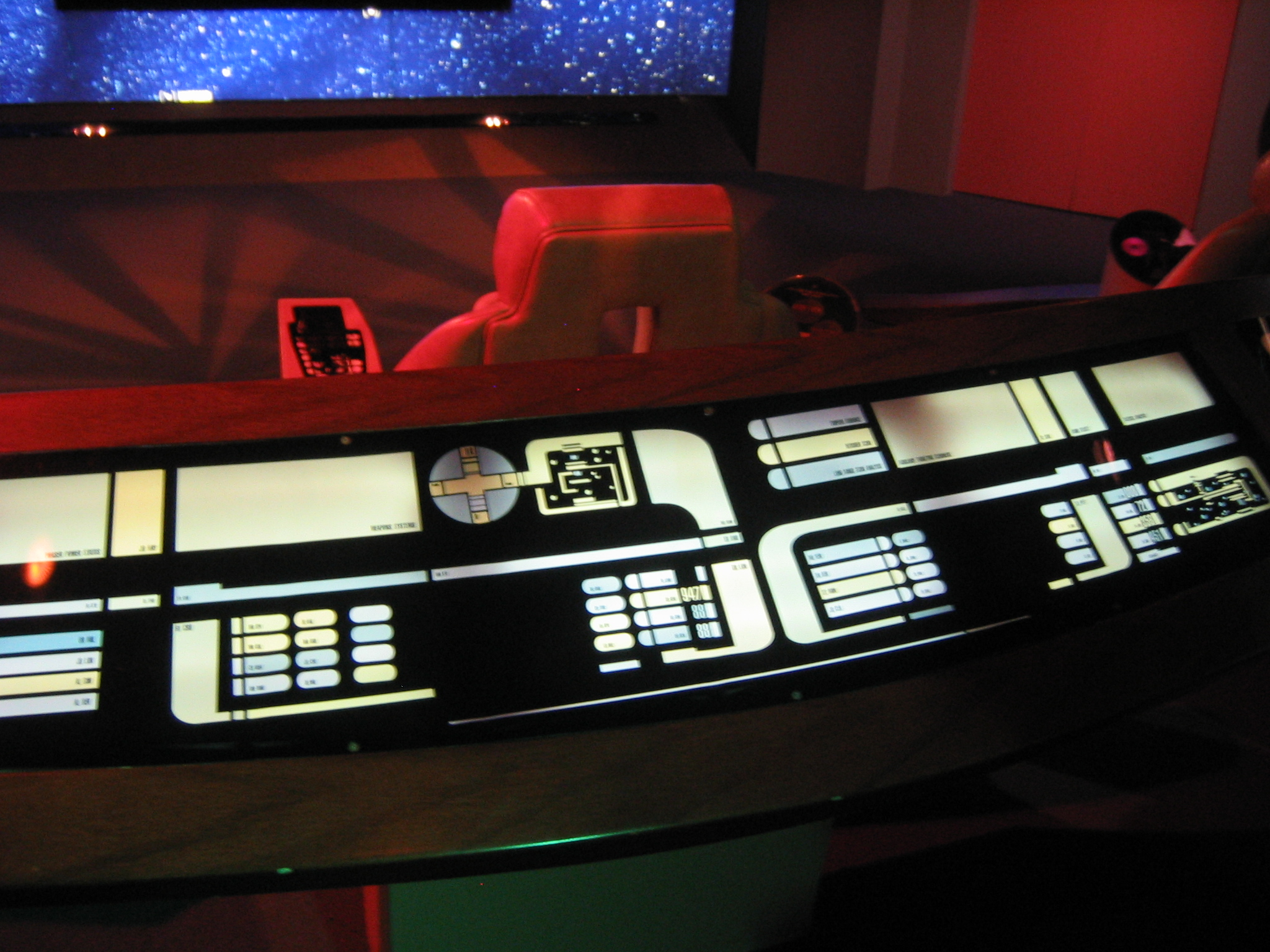
企業號D武器官控制台

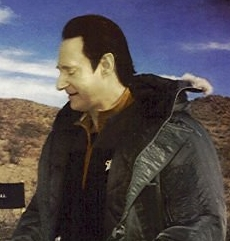
百科是人造機器人角色

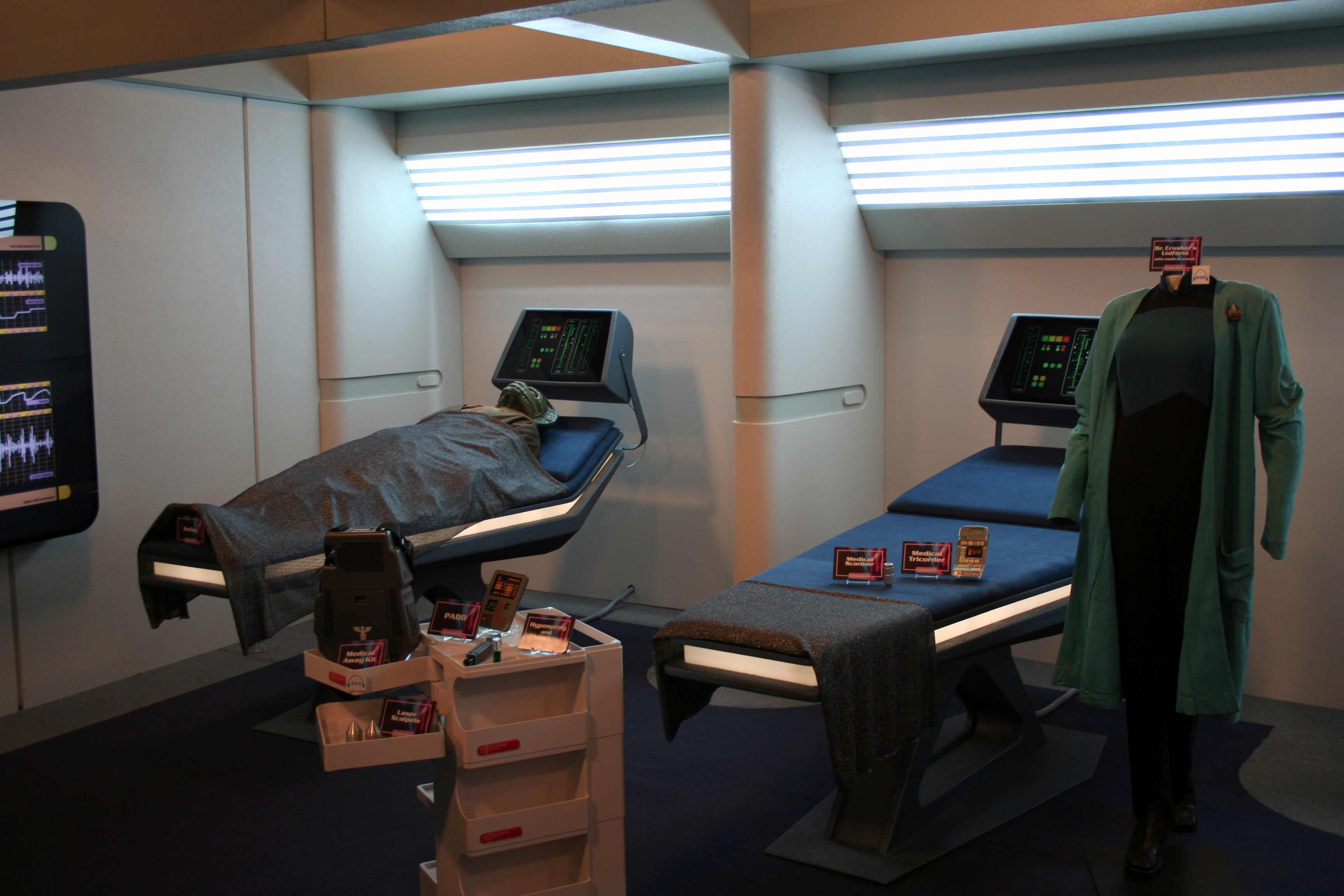
醫療艙場景

影集大大地擴展了《原初系列》的第二個主題：「人性會致力於改善自己的理想主義」。它也繼續使用《原初系列》的敘事手法——使用外星種族與科幻元素來探索許多真實世界的社會、政治、個人、以及心靈議題。它也繼續反應吉恩·羅登貝瑞對未來人性的願景——未來人性將會超越戰爭、種族、偏見、與貧窮。
《下一代》因為比其他在1970年與2000年之間大為風行的動作／冒險的連鎖事業更為注重「傳統」信念為主的科幻作品精神，所以倍受讚揚。然而，它也被批評畏懼進行戰鬥、太多劇中劇、以及航員們太常發現或發明至今仍未知的科技（稱為星艦式胡扯（Treknobabble））來解決問題等等。
吉恩·羅登貝瑞繼續擔任《下一代》的執行製作人，不過隨著影集的進行，他的影響也越來越少。1991年他逝世之後，製作人瑞克·伯曼（Rick Berman）接手，在他的導引之下，影集變得更為依賴動作和戰鬥。
影集跟其他星艦系列作品一樣，裡面也包含許多故事元素。例如进取号上的两名主要航員不是人类（其中一个是外星人，另一个则是仿生人（人形機器人），而許多對白會圍繞著向外星人（這個過程可能也會對人類觀眾有所啟發）解釋人類的習俗打轉等等。

## 爭議
在18年之後有希望製播一部新的真人演出的《星际旅行》影集這件事讓星艦迷的社群產生了更多期望。不過吉恩·羅登貝瑞宣佈說新影集會由全新的演員演出，而且故事會發生在柯克艦長和他的航員們的冒險故事之後很遙遠的未來（也就是說就算是讓舊演員來客串演出也是不大可能），所以有些人的期待就變成了憤怒。甚至在影集開始製播之前，有一些星艦迷們開始遞送請願書，並組織對新影集的抗議行動。
雖然不知道這些抗議活動對製作人有什麼影響（如果真的有的話），早在第一季有人就已經知道，安排伦纳德·尼莫依（Leonard Nimoy）重新扮演史巴克的計畫已經開始進行（不過直到第五季才真正出現），另外，根據報導，將來可能會有一集，會出現《原初系列》裡常出現的一個小罪犯哈寇特·芬頓·穆德（Harcourt Fenton Mudd）。不過後來因為演員羅傑·卡默過世因而作罷。德佛瑞斯特·凱利（DeForest Kelley）在第一集有客串演出，這時候他的身分已經變成麥考伊上將。
直至今日，一些星艦迷們仍然拒絕接受任何一個「新的」星艦影集。

## 影響
當《下一代》開始製播的時候，星艦迷（Trekkie）這個名詞變成暗示某種星艦迷之間特定的狂迷（nerdy）狂熱舉動。某些影迷認為這個名詞帶有輕蔑之意，儘管事實上這個名詞是由原創人吉恩·羅登貝瑞他自己丟銅板決定的，而且完全沒有負面的涵義存在。不過基於這點，一些新影集的影迷們決定改稱呼自己為。這兩個名詞已經變成可以互通。
影集的航員們一共拍攝了四部劇情片：
- 《日換星移》
- 《第一类接触》
- 《星際叛變》
- 《复仇女神》

它也為其他三部影集鋪路：
- 《深空九号》
- 《航海家号》
- 《进取号》

影集也啟發了數不盡的小說、分析書、網站、以及同人作品。
1994年5月25日，多倫多的羅傑斯中心（Rogers Centre，前名）舉辦了一場由城市電視台（CITY-TV）主辦的活動。數以千計的觀眾擠在運動場裡觀看超大屏幕（Jumbotron）上播映的影集結局。

## 演員陣容
參見：銀河飛龍演員群列表

### 主角
跟《原初系列》不一樣的是，《下一代》的演員陣容常常會做一些改變，比較著名的是在第一季後半部的企業號安全長娜塔莎之死。劇本隨後很快地做了一些調整，首先把沃尔夫（原來的領航員）升任安全長，而拉弗吉（原來的舵手）的職位則是升任輪機長。
卫斯理也離開了影集，劇本寫的是他在以實習少尉的軍階短暫地輪值舵手之後，終於獲得了進入星艦學院就讀的許可。貝芙莉醫官缺席了第二季，換成黛安娜·穆达尔（她曾經在《原初系列》中客串演出兩集）所飾演的凯瑟琳·普拉斯基。由於影迷的反對，貝芙莉醫官在第三季重回演出行列。
跟《原初系列》還有一個不一樣的地方是，並不是每個主要角色在艦橋（星艦的指揮中心）上都有位置。例如輪機長拉弗吉的主要工作地點是在輪機室，而贝弗莉醫官的位置是在醫務室。
| 角色                    | 军衔                                               | 演員                   | 职务                                        | 种族                                  |
| ----------------------- | -------------------------------------------------- | ---------------------- | ------------------------------------------- | ------------------------------------- |
| 尚路克·畢凱 （Jean-Luc Picard）        | 上校                                               | 帕特里克·斯图尔特 （Patrick Stewart） | 舰长 （舰队指挥官级）                       | 人类                                  |
| 威廉·瑞克 （William Riker）          | 中校                                               | 強納森·佛瑞克斯 （）   | 大副                                        | 人类                                  |
| 百科 （DATA）               | 少校                                               | 布伦特·斯派尔 （Brent Spiner）     | 二副 / 科学官                               | 仿生人                                |
| 喬迪·拉福吉 （） 鷹眼   | 中尉（1）／上尉（2） ／少校（3-7）                 | 勒瓦尔·布尔顿 （）     | 輪機長                                      | 人类                                  |
| 沃尔夫 （Worf）             | 中尉（1）／上尉（2-7）                             | 米切尔·道恩 （）       | 三副/ 安全長 / 戰術官                       | 克林贡人                              |
| 貝芙莉·克拉夏 （）      | 中校                                               | 盖茨·迈克范登 （）     | 醫官 （缺席第二季）                         | 人类                                  |
| 凯瑟琳·普拉斯基 （）    | 中校                                               | 黛安娜·穆达尔 （）     | 醫官（第二季）                              | 人类                                  |
| 迪安娜·特洛伊 （Deanna Troi） 星異 | 少校（1-6）／中校（7）                             | 玛丽娜·塞迪斯 （）     | 顧問                                        | 一半贝塔人（母亲）， 一半人类（父亲） |
| 娜塔莎·葉 （）          | 上尉                                               | 丹尼絲·克劳斯比 （）   | 安全長（第一季）                            | 人类                                  |
| 衛斯理·克拉夏 （）      | 實習少尉（1-3）／少尉（3-4）／ 星艦學院學生（4-7） | 威爾·惠頓 （Wil Wheaton）         | 贝弗莉醫官的兒子 （一至四季，之後偶爾客串） | 人类                                  |

### 配角
| 演員                | 扮演角色                                                       | 出場時間       |
| ------------------- | -------------------------------------------------------------- | -------------- |
| 布萊恩·朋索（Brian Bonsall）     | 亞歷山大·罗森科（Alexander Rozhenko），沃尔夫的兒子                              | 四至七季       |
| 佩蒂·安武（Patti Yasutake）       | 艾丽莎·小川（Alyssa Ogawa）護士                                            | 三至七季       |
| 琥碧·戈柏（Whoopi Goldberg）       | 解難（Guinan），睿智的酒保，故事中暗示她實為偽裝成人類的高度智慧生命 | 二至七季       |
| 柯姆·明尼（Colm Meaney）       | 邁爾斯·奥布萊恩（Miles O'Brien），傳送長                                    | 一至七季       |
| 赵家玲（Rosalind Chao）          | 惠子·奥布萊恩（Keiko O'Brien），邁爾斯·奥布萊恩的妻子                       | 四至七季       |
| 湯尼·陶德（Tony Todd）       | 克恩（Kurn），沃尔夫的兄弟                                         | 三至七季       |
| 瑪婕爾·巴瑞特（Majel Barrett）   | 罗珊娜·特洛伊（Lwaxana Troi），迪安娜輔導官的母親 进取号電腦的幕後配音     | 一至七季       |
| 丹尼爾·戴維斯（Daniel Davis）   | 莫里亞蒂教授（Professor Moriarty），一個有知覺能力的全像甲板人物                 | 第二、六季     |
| 约翰·德·兰西（John de Lancie）    | Ｑ，全知全能的Ｑ連續體（Q Continuum）成員之一                             | 一至七季       |
| 都伊特·舒特茲（Dwight Schultz）   | 巴克利中尉（Reginald Barclay），輪機診斷官                                     | 三至七季       |
| 蜜雪兒·富比士（Michelle Forbes）   | 羅·拉倫少尉／上尉（Ro Laren），貝久人（Bajoran）                              | 五至七季       |
| 丹尼絲·克洛斯比（Denise Crosby） | 塞拉（Sela），羅慕倫人（Romulan）                                         | 第四、五季     |
|                     | 斯巴特（Spot），Data的貓                                           | 三至七季       |
| 艾瑞克·曼育克（Eric Menyuk）   | 旅人（The Traveler）                                                       | 第一、四、七季 |
| 馬克·李納德（Mark Lenard）     | 沙瑞克（Sarek）大使，瓦肯人，史波克的父親                           | 第三、五季     |

巴瑞特女士（《星艦奇航記》原創人吉恩·羅登貝瑞的第二任妻子）同時也是大多數星艦作品裡面主電腦的幕後配音，她曾在《原初系列》中飾演查培爾護士（Nurse Chapel），也是《原初系列》第一個試播章節（「牢籠」（The Cage））裡的大副。有趣的是，在「牢籠」裡，克里斯托弗·派克（Christopher Pike）艦長稱呼他的大副叫做，而《銀河飛龍》裡皮卡尔艦長也用這個暱稱來稱呼他的大副瑞克中校。
（其实number one 不是昵称，船上的大副在甲板船员里是序列位第一位，所以称之为NO.1，这是国外口语习惯叫法）

## 外星种族
参见星舰奇航记种族列表
| 种族     | 中文译名 | 备注                                                                                  |
| -------- | -------- | ------------------------------------------------------------------------------------- |
|          | 瓦肯     | 星联主要成员，是地球人重要的盟友，有着高度文明。                                      |
|          | 克林贡   | 23世纪时，星联主要敌人。24世纪时已成为星联的盟友                                      |
|          | 罗慕伦   | 瓦肯祖先另一个分支。具有强大的武力， 以星联放弃发展隐形技术换来了60多年的停战状态。   |
|          | 貝塔索   | 外型酷似人类，具有心灵感应能力                                                        |
|          | Q連續體  | 具有着创造一切可能性的力量。监视着宇宙各个种族的发展。 种族成员均自称Q，以音调区分。  |
|          | 博格     | 拜Q所赐，企业号D遇到了银河中最可怕的种族。 一个不断同化其他种族以此达到进化发展的种族 |
|          | 卡达西   | 一个与克林贡相似，军事化的国家。 但民族没有克林贡般强烈的荣誉感。                     |
|          | 贝久     | 被卡达西夺取了星球的种族，流亡在联邦境内的难民种族。                                  |
|          | 佛瑞吉   | 只在乎利益，拜金主义的种族。其女性不得穿衣。                                          |
|          | 波利安   |                                                                                       |
|          | 布尔     |                                                                                       |
| Chalna   |          |                                                                                       |
| Husnock  |          |                                                                                       |
| Mintakan |          |                                                                                       |
| Mizarian |          |                                                                                       |
| Nausican |          |                                                                                       |
| Pakled   |          |                                                                                       |
| Reman    |          |                                                                                       |
| Sheliak  |          |                                                                                       |
| Talarian |          |                                                                                       |
| Tamarian |          |                                                                                       |
|          | 楚尔     |                                                                                       |
| Zakdorn  |          |                                                                                       |

## 初代经典角色
參見：《星艦奇航記》系列跨越演出人員
在TNG中出现的原初系列数位经典人物：
| 角色 (英文) | 中文名              | 登场剧集                 | 备注 |
| Dr. McCoy   | 麦考伊 (“老骨头”)   | 第一季第1集              | 此时的 麦考伊医生已经137岁，上将衔。 仍然拒绝能量传送。(不过只是短暂出镜)                                                                                           |
| Spock       | 史巴克              | 第五季第7、8集           | 史巴克大使擅自进入羅慕倫帝國，想撮合羅慕倫与瓦肯的再次融合。 因为行为太过突然，企业号D被派去寻找并要求带回他。 最终他仍然拒绝回到联邦，留在羅慕倫從事地下反抗運動。 |
| Scott       | 史考特 昵称：史考第 | 第六季第4集              | 史考特所搭乘的星舰遇险，他不得不使用传送器的缓存保存下自己。 75年后企业号D途經此处发现了他，不过只有他一人存活下来。                                                |
| Sarek       | 撒瑞克              | 第三季第23集 第五季第7集 | 史巴克的父亲，作为最后一次大使的任务第一次与企业号D接触。 为了完成任务和畢凱舰长进行过精神融合。在第五季第7集中过世。                                               |

## 榮譽
銀河飛龍影集的第五季第25集（「內心之光」（The Inner Light））獲得了雨果獎中的最佳戲劇表現獎項。

## 冷知识
- 帕特里克·斯图尔特（饰演皮卡尔艦長）和乔纳森·弗兰克斯（饰演威廉瑞克副艦長）是唯二每集都有出现的演员。

- 科尔姆·米尼（饰演迈尔斯·奥布萊恩）和约翰·德·兰西（饰演Ｑ）是唯二同时出现在第一集远点遭遇战和最后一集曲终人散的非主角。此外，丹尼丝·克劳斯比（饰演娜塔莎·叶）在第一季的一集「惡魔的外表」（Skin of Evil）離開了演員陣容，所以在最後一集裡不算是主角。她也同時在這兩集裡都有出現。

- 在試播章節裡一開始並沒有打算搭建引擎室的場景，不過因為吉恩·羅登貝瑞覺得《原初系列》裡面原始进取号的引擎室從來没有依照他的意思去搭建，所以他小心地安排這一集某些場景會發生在引擎室裡，導致製片廠必須搭建引擎室的布景。

- 引擎室牆上的企业号D平面圖上面有個笑點。這個笑點来自當初在設計《原初系列》裡面的原始进取号時，洗手間被意外地忽略了。所以进取号-D平面圖評估了這一點：在碟形區域中心點標示了一個洗手間。

- 在第六季第二十六集《墮落》（Descent）中，霍金饰演他自己，在全息甲板（英语：Holodeck）裡与爱因斯坦、牛顿、生化人Data比赛打扑克牌[1]，这是霍金首次出演影视作品[2]。

## 各季劇集
- 星际旅行：下一代剧情列表

## 外部連結
- 官方網站 （页面存档备份，存于）
- 互联网电影数据库（IMDb）上《銀河飛龍》的资料（英文）
- 在Netflix上觀看《銀河飛龍》